# Boris Petrovič Čirkov
Boris Petrovič Čirkov (in russo Борис Петрович Чирков?; Lozovaja-Pavlovka, 13 agosto 1901 – Mosca, 28 maggio 1982) è stato un attore sovietico.

## Biografia
La sua fama è legata soprattutto al cinema, in particolare all'interpretazione che egli ha dato dell'operaio Massimo in Trilogija o Maksim (1934-1938), realizzata da Grigorij Kozincev e Leonid Trauberg. In questa trilogia Čirkov seppe rappresentare con tanta efficacia la figura tipica dell'operaio sovietico che il pubblico finì per identificarlo col personaggio.

## Filmografia parziale
- Ciapaiev, regia di Georgij Vasil'ev e Sergej Vasil'ev (1934)
- Voločaevskie dni, regia di Georgij Vasil'ev e Sergej Vasil'ev (1937)
- Il quartiere di Vyborg (Vyborgskaja storona), regia di Grigorij Michajlovič Kozincev e Leonid Trauberg (1938)
- Antosha Rybkin (Антоша Рыбкин), regia di Konstantin Konstantinovič Judin (1942)
- Front, regia di Georgij Vasil'ev e Sergej Vasil'ev (1943)
- Veri amici (Vernye druz'ja), regia di Michail Kalatozov (1954)
- Dorogoj moj čelovek, regia di Iosif Chejfic (1958)